# 데시 (인도 아대륙)
데시(힌디어: देसी (데바나가리 문자), دیسی (아랍 문자), 벵골어: দেশী, 싱할라어: දේශී, 타밀어: தேசி, 네팔어: देसी, 디베히어: ދޭސީ, 종카어: ཁ་བྱང་ཀི་དེ།)는 인도 아대륙과 인도 아대륙의 디아스포라, 문화, 물건을 설명하는 데 사용되는 느슨한 용어로, "땅, 나라"를 의미하는 산스크리트어 деश (데사)에서 파생되었다. 데시는 인도, 파키스탄, 방글라데시 사람들에게 기원을 추적하며 스리랑카, 네팔, 몰디브, 부탄 사람들도 포함될 수 있다.

## 같이 보기
- 리틀인디아